# Sojasun
A Saur-Sojasun é uma equipa de ciclismo de estrada francesa registada no escalão UCI Continental Profissional. A equipa foi fundada em 2009 por Besson Chaussures-Sojasun. A equipa usa bicicletas Gitane.

## Equipa de 2010
| Nome               | Data de nascimento | Nacionalidade | Equipa em 2009        |
| Cyril Bessy        | 29.05.1986         | França        | Saur-Sojasun          |
| Jimmy Casper       | 28.05.1978         | França        | Saur-Sojasun          |
| Jérôme Coppel      | 06.08.1986         | França        | Française des Jeux    |
| Cédric Coutouly    | 16.01.1980         | França        | Saur-Sojasun          |
| Anthony Delaplace  | 11.09.1989         | França        | Néo-pro               |
| Jimmy Engoulvent   | 07.12.1979         | França        | Saur-Sojasun          |
| Jérémie Galland    | 08.04.1983         | França        | Saur-Sojasun          |
| Jonathan Hivert    | 23.03.1985         | França        | Skil-Shimano          |
| Fabrice Jeandesboz | 04.12.1984         | França        | Saur-Sojasun          |
| Sébastien Joly     | 25.06.1979         | França        | Française des Jeux    |
| Cyril Lemoine      | 03.03.1983         | França        | Skil-Shimano          |
| Guillaume Levarlet | 25.07.1985         | França        | Française des Jeux    |
| Laurent Mangel     | 22.05.1981         | França        | Saur-Sojasun          |
| Jean-Marc Marino   | 15.08.1983         | França        | Saur-Sojasun          |
| Rony Martias       | 04.08.1980         | França        | Bbox Bouygues Telecom |
| Romain Mathéou     | 08.11.1988         | França        | Saur-Sojasun          |
| Stéphane Poulhies  | 26.06.1985         | França        | Ag2r-La Mondiale      |
| Julien Simon       | 04.10.1985         | França        | Saur-Sojasun          |
| Yannick Talabardon | 06.07.1981         | França        | Saur-Sojasun          |